# Kepler-57
Kepler-57 — звезда, которая находится в созвездии Лебедя на расстоянии около 1271 светового года от нас. Вокруг звезды обращаются, как минимум, две планеты.

## Характеристики
Kepler-57 представляет собой поздний жёлтый или ранний оранжевый карлик 15 видимой звёздной величины, по размерам и массе приблизительно в полтора раза меньше Солнца. Впервые в астрономической литературе упоминается в каталоге 2MASS, опубликованном в 2003 году. Масса звезды равна 0,83 солнечной, а радиус — 0,73 солнечного. Температура поверхности звезды составляет приблизительно 5145 кельвинов.

## Планетная система
Планеты были найдены с помощью транзитного метода обнаружения планет в 2012 году. Массы планет и другие характеристики были вычислены с помощью тайминга транзитов в том же году.
| Название (по порядку от звезды) | Масса          | Радиус         | Большая полуось, а. e. | Период обращения, дни | Эксцентриситет |
| ------------------------------- | -------------- | -------------- | ---------------------- | --------------------- | -------------- |
| Kepler-57 b (подтверждена)      | 0.073±0.031 MJ | 0.168±0.013 RJ | 0.057                  | 5.72947               | —              |
| Kepler-57 c (подтверждена)      | 0.018±0.008 MJ | 0.124±0.009 RJ | 0.092                  | 11.60653              | —              |